# De La Sabana (estación)
La estación sencilla De La Sabana forma parte del sistema de transporte masivo de Bogotá llamado TransMilenio inaugurado en el año 2000.

## Ubicación
La estación está ubicada en la Avenida Colón entre carreras 16 y 17. Se accede a ella mediante cruces semaforizados ubicados sobre estas vías.
Atiende la demanda de los barrios San Victorino, Voto Nacional y sus alrededores.
En las cercanías están el Instituto Técnico Central La Salle, la Estación de la Sabana, el Teatro San Jorge, la Plaza España, el Hospital San José y varios centros comerciales de pequeño formato.

## Origen del nombre
La estación recibe su nombre de la Estación de la Sabana, ubicada a una cuadra. La estación solía ser la terminal de trenes de Bogotá pero ha caído en desuso. El tren turístico hace uso de la estación.
También existe la ECO Estación Cultural de los Oficios.

## Historia
La estación fue inaugurada en el año 2003, al inaugurarse la Troncal Calle 13 desde esta estación hasta Puente Aranda.
Durante el Paro nacional de 2019, la estación sufrió diversos ataques que afectaron de forma considerable las puertas de vidrio y demás infraestructura de la estación, razón por la cual no estuvo operativa por algunos días luego de lo ocurrido.
Durante el Paro nacional de 2021, la estación sufrió diversos ataques que afectaron de forma considerable las puertas de vidrio y demás infraestructura de la estación, razón por la cual se encontró inoperativa.

## Servicios de la estación

### Servicios troncales
| Tipo                                | Rutas al Norte | Rutas al Oriente | Rutas al Occidente |
| ----------------------------------- | -------------- | ---------------- | ------------------ |
| Ruta fácil                          |                | 5                | 5                  |
| Expresos todos los días todo el día | A60            |                  | F60                |
| Expresos lunes a sábado todo el día | C19            |                  | F19                |

### Esquema
| ← Occidente |         |         |            |
| Carrera 18  | 5       | F19F60  | Carrera 16 |
|             | Vagón 2 | Vagón 1 |            |
| Carrera 18  | 5       | A60C19  | Carrera 16 |
| Oriente →   |         |         |            |

### Servicios urbanos
Así mismo funcionan las siguientes rutas urbanas del SITP en los costados externos a la estación, circulando por los carriles de tráfico mixto sobre la Avenida Centenario, con posibilidad de trasbordo usando la tarjeta TuLlave:
| Código | Sector                        | Dirección     | Rutas    |
| ------ | ----------------------------- | ------------- | -------- |
| 831A00 | A Alcaldía Local Los Mártires | AC 13 - KR 19 | A324A501 |
| 836A00 | A Ferrocarriles Nacionales    | AC 13 - KR 18 | G501K324 |

## Ubicación geográfica
| Noroeste: Los Mártires         | Norte: K Centro Memoria | Nordeste: Los Mártires    |
| Oeste: F Sans Façon Carrera 22 |                         | Este: F A Av. Jiménez     |
| Suroeste: Los Mártires         | Sur: Los Mártires       | Sureste: A Tercer Milenio |